# Wolverine (Band)
Wolverine ist eine Progressive-Metal-Band aus Schweden, welche 1995 von Stefan Zell und Marcus Losbjer gegründet wurde.

## Geschichte
Bald nach Gründung der Band stieß der Bruder von Stefan Zell, Mikael zur Band. Als die Band im November 1999 ihre erste EP Fervent Dream bei Zizania Entertainment Group veröffentlichte, war der Bandstil Richtung Progressive Metal geändert worden. Fervent Dream machte die Band weltweit bekannt. Die EP war innerhalb kurzer Zeit ausverkauft. Während dieser Zeit spielte die Band das erste Mal live außerhalb Schwedens. 2000 unterzeichnete die Band einen Vertrag bei Emerald Factory. Im Frühjahr 2001 wurde Fervent Dream als neu abgemischte Version veröffentlicht, wobei zwei Bonus-Songs enthalten waren. Während des Sommers tourte die Band durch Deutschland und nahm danach das Album The Window Purpose auf, welches im Dezember 2001 beim neuen Label „DVS Records“ veröffentlicht wurde. Auch dieses Album wurde von Kritikern und Fans gefeiert. Unter anderem wurde es zum „Album des Monats“ der niederländischen Metal-Zeitschrift Aardschok gewählt. Nach Veröffentlichung starteten Wolverine eine ausgedehnte Europatournee. 2002 wurde ein Vertrag bei Elitist Records unterzeichnet. 2003 wurde dort das Album Cold Light of Monday veröffentlicht. Dieses Album zeigte die düstersten Seiten der Band auf. Von den Kritikern mit Lobeshymnen überhäuft, wurde das Album auch von den großen Magazinen wie Kerrang und Metal Hammer gefeiert. Live spielte die Band 2003 unter anderem in London als Vorband von Anathema. Die Band veröffentlichte 2005 das Album The Window Purpose. Während das Artwork geändert war und die Aufnahmen neu abgemischt wurden, enthielt das Album nun eine neue Aufnahme des Titels Fervent Dream. Später im gleichen Jahr spielte Wolverine zum dritten Mal auf dem ProgPower Europe Festival als Headliner zusammen mit Pain of Salvation. 2006 trennte sich die Band wieder vom Label Elitist/Earache Records und unterzeichnete einen Vertrag bei Candlelight Records. Das vierte Studio-Album Still wurde veröffentlicht, welches in den Spacelab Studios in Deutschland aufgenommen wurde. Das Album enthält 9 Songs, welche den von da ab unverwechselbaren Wolverine-Sound definierten. Unter anderem erhält das Album die Bewertung 5/5 im Kerrang!. Andreas „Bagge“ Baglien verließ nach 8 Jahren die Band und wurde durch Per Henriksson ersetzt. 2010 sollte ursprünglich das Album Communication Lost erscheinen. Nachdem einige Mitglieder die Band 2009 verlassen hatten, war der Erscheinungstermin des neuen Albums unklar. „Communication Lost“ wurde am 23. Mai 2011 veröffentlicht. 2016 erschien ein weiteres Werk der Band: Machina Viva.

## Stil
Wolverine spielten zu Beginn Death Metal mit melodischen Einflüssen. Mit Veröffentlichung der ersten EP wechselte die Band in das Progressive-Metal-Lager und verarbeitet seither oft auch Anleihen aus anderen Genres wie Trip-Hop.

## Konzerte
Die Band ist bisher auf mehreren Festivals aufgetreten, darunter viermal ProgPower Europe (1999, 2001, 2005, 2008), Sweden Rock Festival 2006, ProgPower UK 2007 und Bloodstock Open Air 2008.

## Diskografie
- 1999: Fervent Dream (wiederveröffentlicht 2001)[1]
- 2001: The Window Purpose (wiederveröffentlicht 2005)[2]
- 2003: Cold Light of Monday[3]
- 2006: Still[4]
- 2011: Communication Lost[5]
- 2016: Machina Viva[6]
- 2021: A Darkened Sun (EP)[7]